# Bracon buprestivorus
Bracon buprestivorus är en stekelart som beskrevs av Sergey A. Belokobylskij 1990. Bracon buprestivorus ingår i släktet Bracon och familjen bracksteklar. Inga underarter finns listade.